# Floresta de terra firme

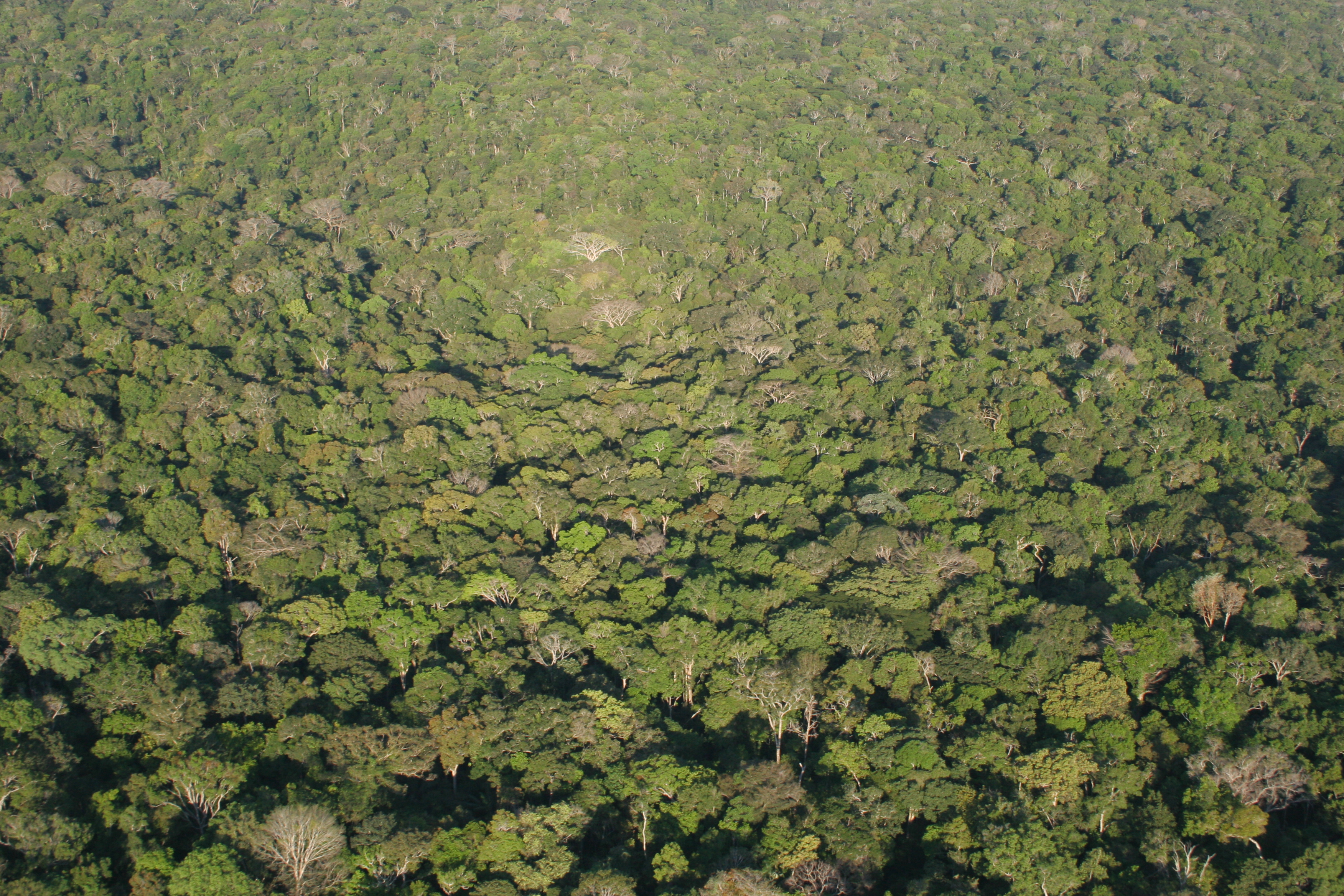
Mata de terra firme na região de Manaus, AM.

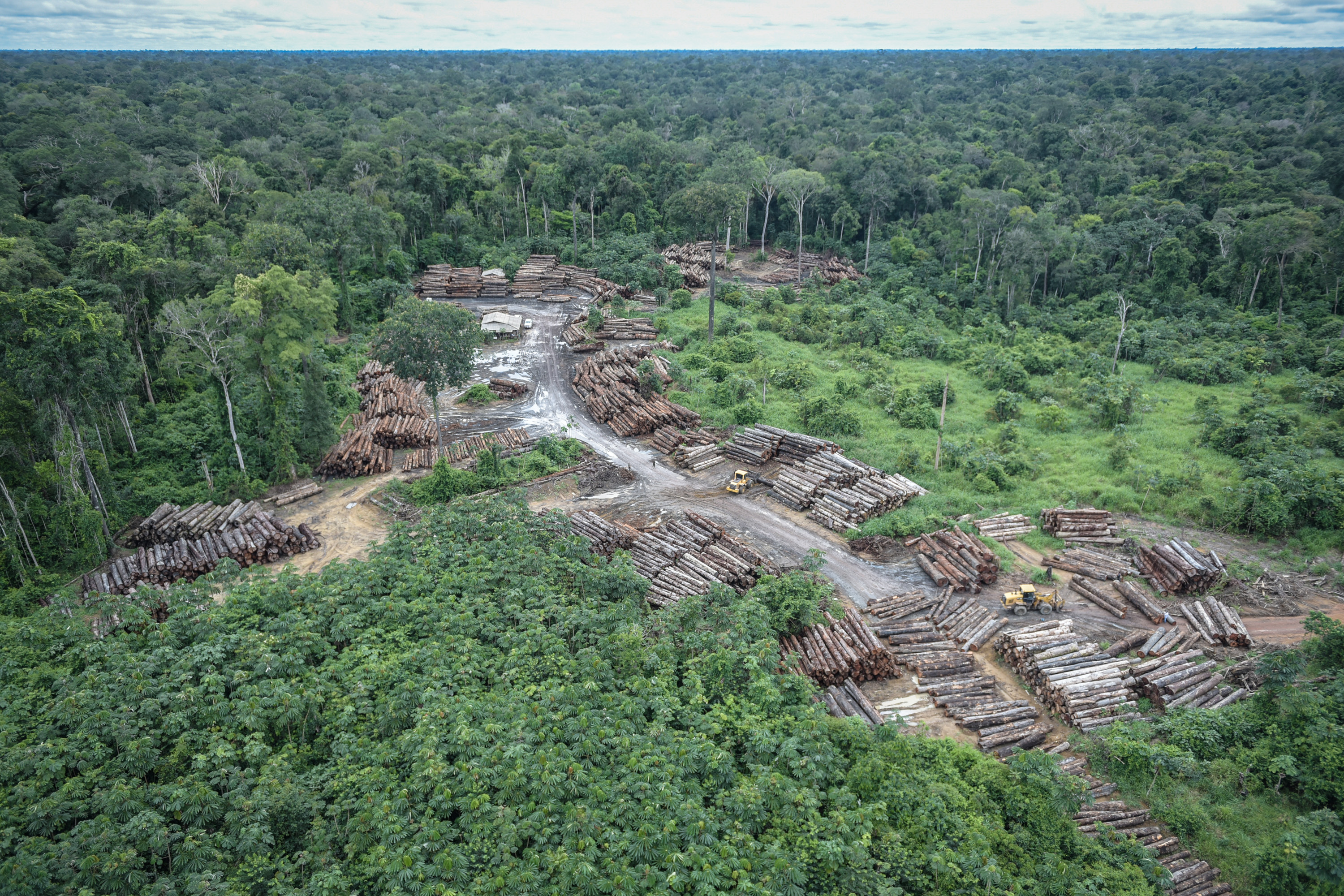
Mata de terra firme com clareiras de desmatamento, Roraima.

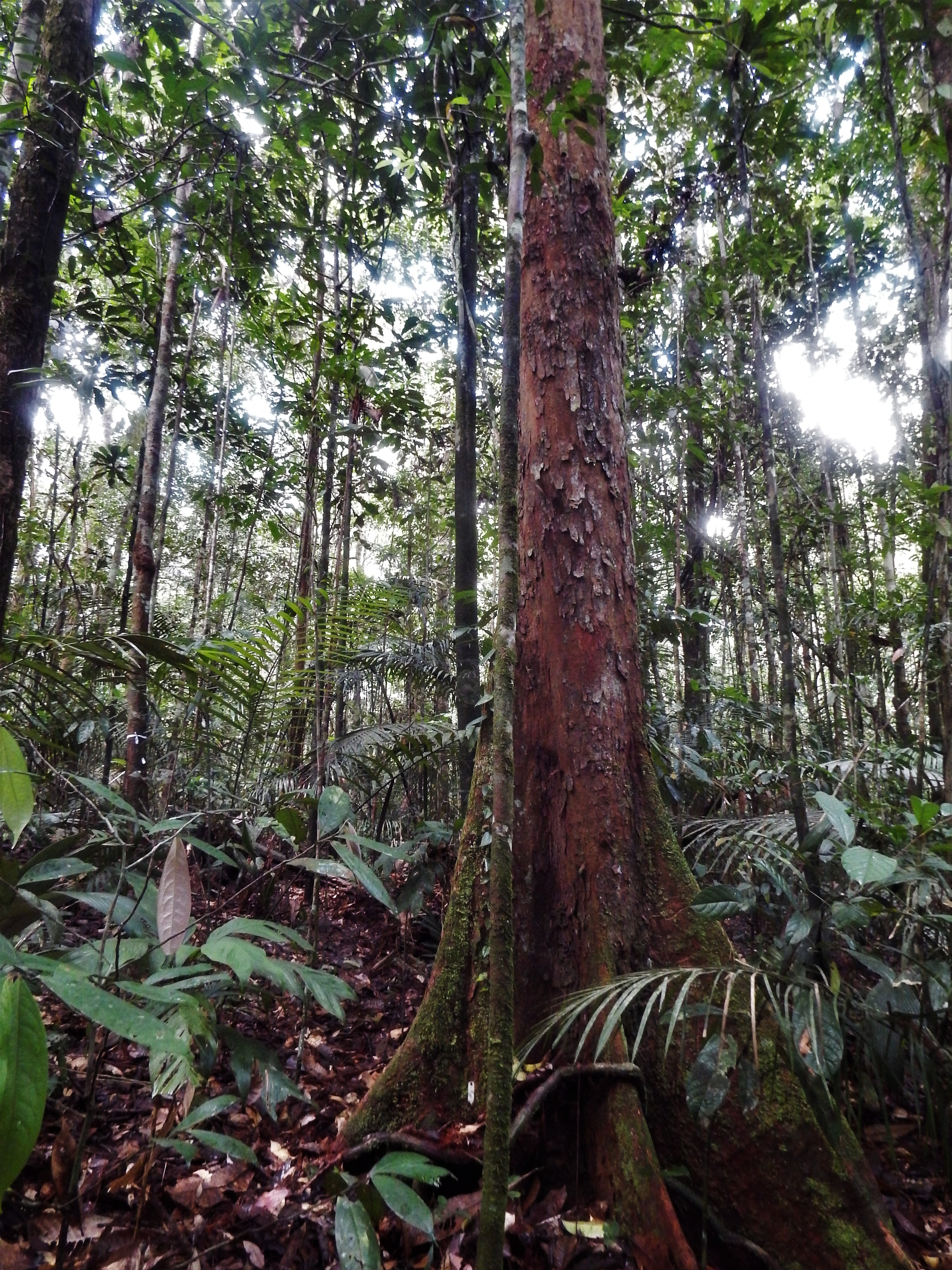
FLONA Tapajós, Floresta de Terra Firme

Florestas de terra firme são florestas que se desenvolvem em áreas que não estão sujeitas a inundações por estarem situadas em uma região mais elevada do relevo amazônico. Essa característica favorece a proliferação de árvores de grande porte, podendo alcançar até 60 metros de altura. Nesse aspecto vegetativo, as folhas das árvores se aglomeram, dificultando a penetração de luz solar no seu interior, por isso não desenvolvem grande quantidade de plantas de sub bosque.
A floresta de terra firme é a vegetação principal, da qual oito habitats marginais se diferenciam em termos de composição de espécies, refletindo condições ambientais mais extremas. Essa floresta é a mais rica em espécies e ocupa a maior área geográfica, enquanto os habitats marginais, como campinarana, savana, igapó e várzea, têm composições de espécies distintas devido aos diferentes gradientes ambientais. Esses habitats marginais abrigam muitas espécies de árvores que não são encontradas na floresta de terra firme, mas muitas são comuns entre os diferentes tipos de vegetação marginal, como entre savana s.s. e campinarana. Esses habitats estão localizados em extremos ambientais, sugerindo estresse ecofisiológico, onde o substrato, e não o clima, desempenha o papel mais crucial na composição das comunidades arbóreas amazônicas (Oliveira-Filho et al. 2021). 

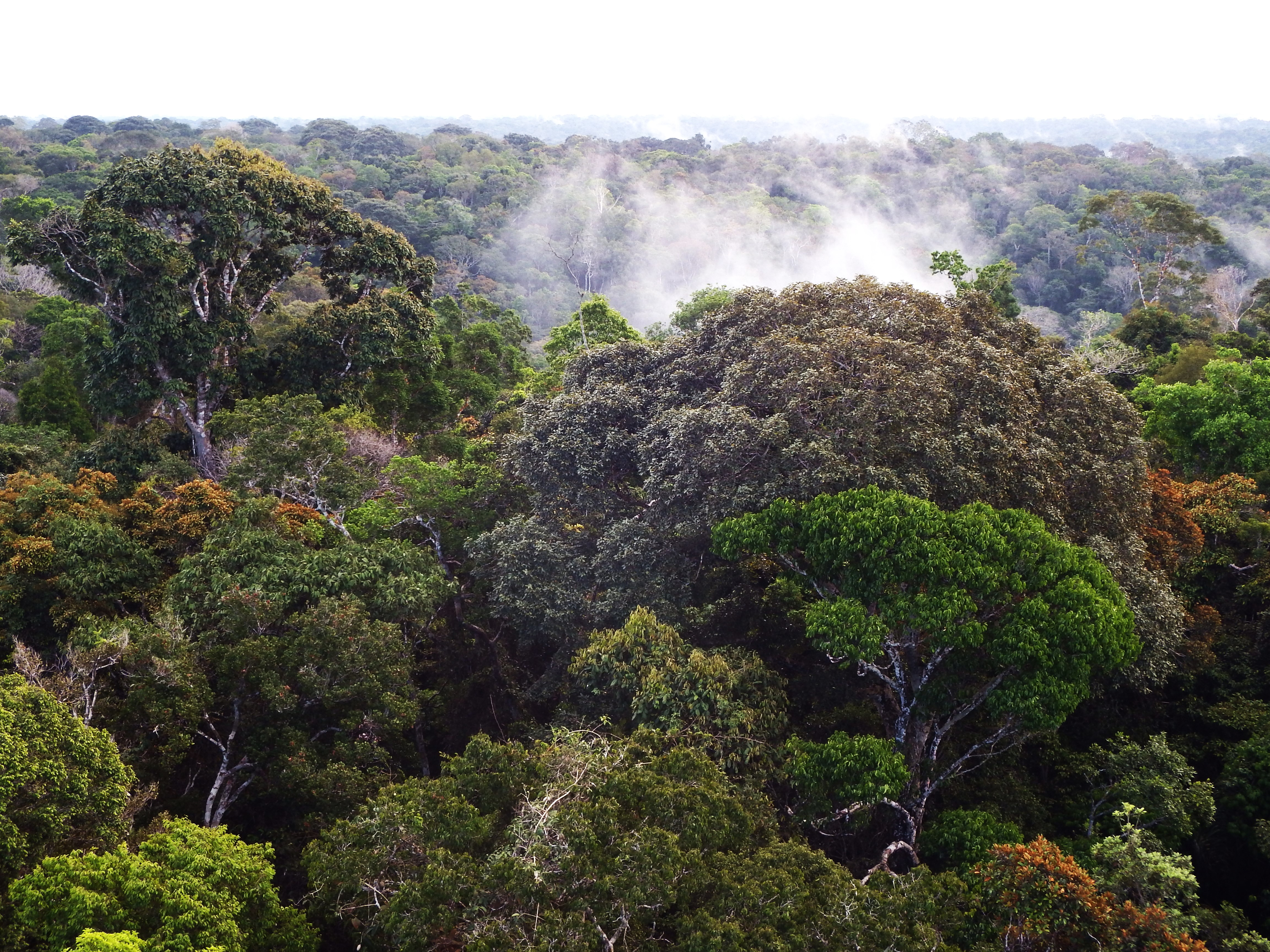
Reserva Florestal Adolpho Ducke - Terra Firme

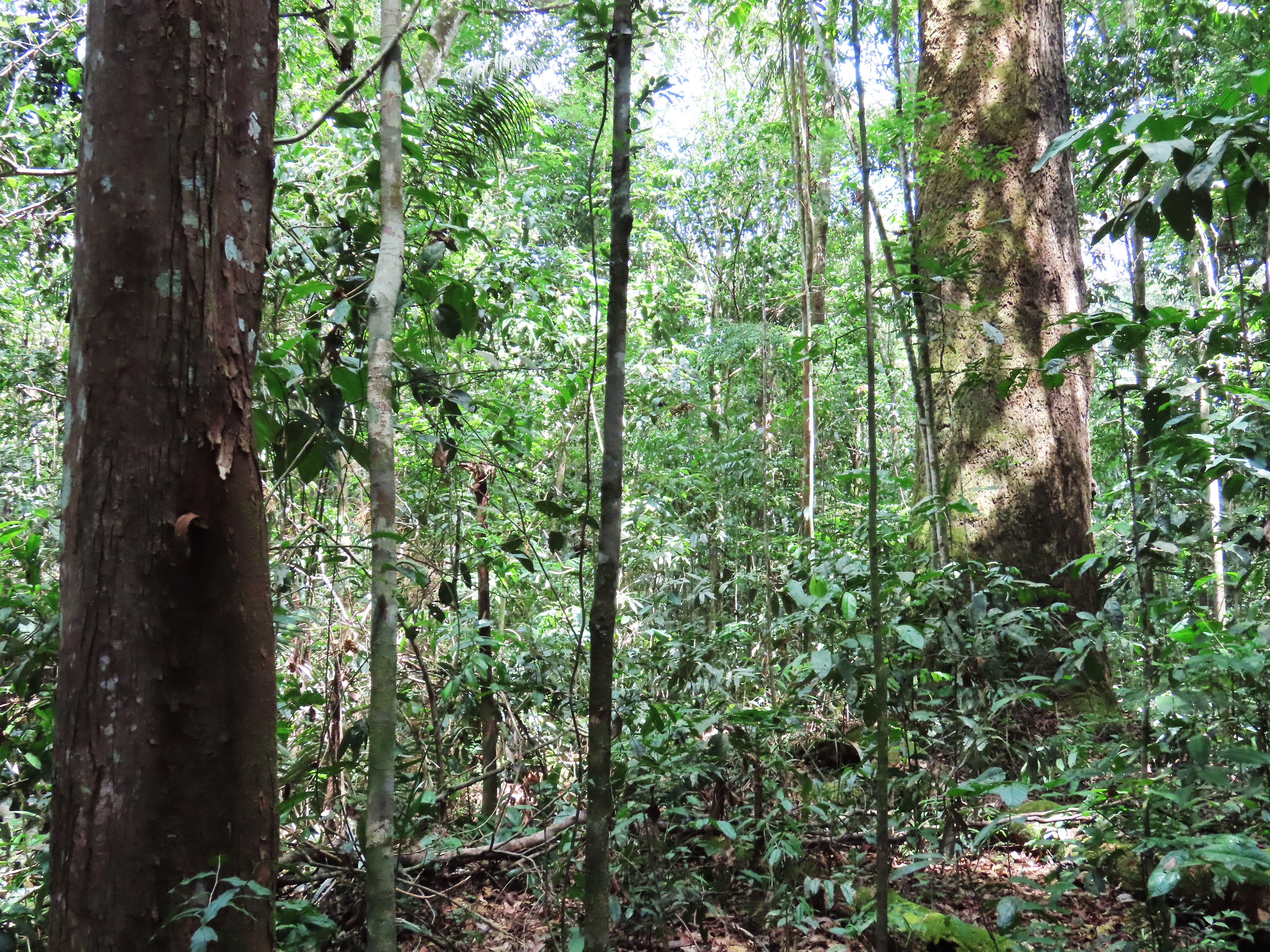
FLONA Tapajós, Floresta de Terra Firme

Mais de 50% das regiões de terra firme na Amazônia brasileira ainda são pouco exploradas cientificamente. A lacuna de conhecimento sobre a biodiversidade nas Terras Baixas Amazônicas atinge 54,1%, o que é inferior ao observado nas zonas úmidas e ecossistemas aquáticos da região (Carvalho et al. 2023). Entretanto, existe uma quantidade significativa de espécies de plantas que são exclusivas das florestas de terra firme, aproximadamente 4.424 espécies. Esse número é muito maior em comparação com as espécies que a terra firme compartilha com outros tipos de vegetação, que se aproxima de 2.032 espécies. Além disso, as campinaranas abrigam uma alta proporção de espécies exclusivas, representando 42% do total desse tipo de vegetação. Em contrapartida, os outros sete tipos de vegetação têm uma baixa proporção de espécies restritas, variando de 6% em mosaicos costeiros e savanas a 25% nos tepuis. O número de espécies compartilhadas entre a floresta de terra firme, que possui o maior conjunto de espécies, e outros tipos de vegetação marginal é elevado. Entre os tipos de vegetação marginal, o número de espécies compartilhadas varia significativamente, desde 18 entre igapó e tepui, até 655 espécies compartilhadas entre igapó e várzeas (Oliveira-Filho et al. 2021).
Em uma parcela de 1 hectare de floresta de terra firme, a 260 metros de altitude na Amazônia equatoriana, foram encontrados 1.561 indivíduos, distribuídos em 473 espécies, 187 gêneros e 54 famílias. Este é o maior número de espécies de árvores já registrado em uma amostra de floresta tropical no planeta (Valencia et al. 1994).
Ver também
- Planícies e Terras Baixas Amazônicas(Artigo separado)
- Planícies e Terras Baixas Amazônicas(Artigo principal)